# Aleksiej Bugajew
Aleksiej Iwanowicz Bugajew (ros. Алексей Иванович Бугаев, ur. 25 sierpnia 1981 w Moskwie, zm. w grudniu 2024 w Ukrainie) – rosyjski piłkarz grający na pozycji środkowego obrońcy.

## Kariera klubowa
Bugajew urodził się w Moskwie. Jego pierwszym klubem w karierze zawodniczej był Torpedo Moskwa. Już w 1999 roku zaczął występować w rezerwach tego klubu, a w 2001 roku został członkiem składu pierwszej drużyny. Zaliczył jednak tylko dwa spotkania w Premier Lidze i jeszcze w tym samym sezonie odszedł do grającego w Pierwszej Dywizji Tomu Tomsk. W 2002 roku był bliski awansu do Premier Ligi, jednak Tom zajął 3. pozycję na zapleczu ekstraklasy Rosji.
W 2003 roku Aleksiej wrócił do Torpeda i na koniec sezonu przyczynił się do utrzymania klubu w Premier Lidze. Z kolei w 2004 roku zajął z nim 5. lokatę w Premier Lidze. W 2005 roku Bugajew odszedł do innego moskiewskiego klubu, Lokomotiwu Moskwa. 19 marca zadebiutował w jego barwach w zremisowanym 0:0 domowym spotkaniu z FK Moskwa. W Lokomotiwie grał przez rok i w tym czasie zdobył Superpuchar Rosji oraz zakończył sezon na 3. miejscu w tabeli.
W 2006 roku Bugajew znów został zawodnikiem Tomu Tomsk i już 17 marca wystąpił w pierwszej kolejce ligowej, w meczu przeciwko Torpedo Moskwa (2:1). W 2006 roku był z Tomem ósmy w lidze, a w 2007 – jedenasty. W 2008 roku przeszedł do FK Chimki, ale nie rozegrał tam żadnego spotkania. Z kolei w latach 2009–2010 grał w FK Krasnodar.
| Sezon | Klub             | Kraj  | Rozgrywki        | Mecze | Bramki |
| ----- | ---------------- | ----- | ---------------- | ----- | ------ |
| 2001  | Torpedo Moskwa   | Rosja | Priemjer-Liga    | 2     | 0      |
| 2001  | Tom Tomsk        | Rosja | Pierwyj diwizion | 6     | 0      |
| 2002  | Tom Tomsk        | Rosja | Pierwyj diwizion | 30    | 1      |
| 2003  | Torpedo Moskwa   | Rosja | Priemjer-Liga    | 28    | 2      |
| 2004  | Torpedo Moskwa   | Rosja | Priemjer-Liga    | 20    | 0      |
| 2005  | Lokomotiw Moskwa | Rosja | Priemjer-Liga    | 14    | 0      |
| 2006  | Tom Tomsk        | Rosja | Priemjer-Liga    | 28    | 1      |
| 2007  | Tom Tomsk        | Rosja | Priemjer-Liga    | 17    | 0      |
| 2008  | Tom Tomsk        | Rosja | Priemjer-Liga    | 9     | 0      |
| 2008  | FK Chimki        | Rosja | Priemjer-Liga    | 0     | 0      |
| 2009  | FK Krasnodar     | Rosja | Pierwyj diwizion | 13    | 0      |
| 2010  | FK Krasnodar     | Rosja | Pierwyj diwizion | 6     | 0      |

## Kariera reprezentacyjna
W reprezentacji Rosji Bugajew zadebiutował 25 maja 2004 roku w zremisowanym 0:0 towarzyskim meczu z Austrią. W tym samym roku został powołany przez Gieorgija Jarcewa do kadry na Euro 2004. Tam zagrał we dwóch spotkaniach: przegranym 0:2 z Portugalią oraz wygranym 2:1 z Grecją. W kadrze wystąpił 7 razy.

## Późniejsze życie
Po zakończeniu kariery sportowej prowadził działalność gospodarczą.
W październiku 2023 został zatrzymany w Moskwie, podczas próby podjęcia ze skrytki paczki zawierającej 495 gramów mefedronu. 29 września 2024 został skazany na karę 9 lat i 6 miesięcy więzienia w kolonii karnej o zaostrzonym rygorze, za „produkcję, sprzedaż i dystrybucję narkotyków na wielką skalę”. Bugajew nie odbył tej kary, gdyż się zgłosił do wojska (lub został do niego przymusowo wcielony). Następnie brał udział w inwazji Rosji na Ukrainę. 29 grudnia 2024 ogłoszona została informacja o jego śmierci na froncie.